# Матлама
«Матлама» (англ. Matlama Football Club) — лесотский футбольный клуб из столицы страны Масеру. Выступает в Премьер-лиге Лесото. Основан в 1932 году. Домашние матчи проводит на арене «Питсо Граунд», вмещающей 3 000 зрителей.
«Матлама» является самым титулованным клубом Лесото, он 11 раз побеждал в чемпионате страны (не считая победы в турнире 1969 года, не имевшем официального статуса) и 6 раз завоёвывал национальный кубок. Семь раз клуб принимал участие в Африканском Кубке чемпионов, наилучшего результата ему удалось добиться в 1979 году, когда «Матлама» вышла в 1/4 финала, где уступила лишь будущему победителю турнира камерунскому клубу «Юнион Дуала». Дважды в своей истории «Матлама» участвовала в Лиге чемпионов КАФ, но оба раза выбывала на предварительном этапе, но если в 2004 году она проиграла оба матча с крупным счётом, то в 2011 году уступив в первом матче сильному южноафриканскому клубу «Суперспорт Юнайтед» со счётом 0:2, во втором матче победила со счётом 2:1. 

## Достижения
- Чемпион Лесото (11): 1974, 1977, 1978, 1982, 1986, 1988, 1992, 2003, 2010, 2019, 2022.
- Обладатель Кубка Лесото (6): 1976, 1979, 1980, 1987, 1992, 1994.

## Участие в афрокубках
- Лига чемпионов КАФ: 2 раза

2004 - Предварительный раунд
2011 - Предварительный раунд
- Африканский Кубок чемпионов: 7 раз

1975 - Первый раунд (отказ)
1978 - Второй раунд
1979 - 1/4 финала
1983 - Первый раунд
1987 - Первый раунд
1989 - Предварительный раунд
1993 - Предварительный раунд
- Кубок обладателей кубков КАФ: 1 раз

1988 - Предварительный раунд